# Patemon (Seririt)
Patemon is een bestuurslaag in het regentschap Buleleng van de provincie Bali, Indonesië. Patemon telt 5879 inwoners (volkstelling 2010).